# Польская кириллица
По́льская кири́ллица (пол. cyrylica/цырылица) — общее название проектов кириллической азбуки для польского языка. Обычно для записи текстов на польском используют только латиницу, однако неоднократно происходили попытки использовать для его записи кириллицу.

## Ранние проекты
Существует много вариантов польской кириллицы, как современных, так и исторических. Первый проект кириллицы для польского языка был разработан Министерством народного просвещения Российской империи в 1844—1845 годах по указанию министра народного просвещения С. С. Уварова, но на тот момент проект был признан преждевременным и не был реализован. В 1852 году ещё один проект был подготовлен профессором П. П. Дубровским по указанию министра народного просвещения П. А. Ширинского-Шихматова. Алфавит этого проекта был использован в хрестоматии «Образцы польского языка в прозе и стихах, для русских». Нет сведений, использовалась ли эта книга в сфере образования.

## Проект 1863 года
После подавления польского восстания 1863 года императором Александром II был создан Учредительный комитет, одной из задач которого была унификация управления Польшей в соответствии с общеимперскими законами. Среди прочего комитет занимался реформой школьного образования в польских землях. В среде членов комитета, многие из которых были славянофилами, появилась идея о переводе польской письменности на кириллицу.
Благодаря деятельности комитета уже в 1865 году вышла первая книга на польской кириллице — «Букварь для сельских детей». За ним последовали и другие издания. Однако уже в 1871—1874 годах эксперимент был свёрнут в связи с тем, что польские школы в рамках политики русификации переводились на русский язык обучения и надобность в польском кириллическом алфавите отпала.
Всего в 1860-е годы на польской кириллице были изданы следующие книги:
- Сельская хрестоматия, или Выдержки из произведений различных польских авторов. Варшава, 1866.
- Сельская хрестоматия, или Выдержки из произведений различных польских авторов. 2-е изд. Варшава, 1867.
- Букварь для сельских детей. СПб., 1865.
- Букварь для сельских детей. 2-е изд. СПб., 1866.
- Букварь для сельских детей. 3-е изд. СПб., 1869.
- Грамматика польского языка, составлена по образцу такой же грамматики, изданной в 1860 году по решению Его превосходительства Министра народного просвещения для школ Варшавского учебного округа. Для I класса. СПб., 1866.
- Грамматика польского языка, составлена по образцу такой же грамматики, изданной в 1860 году по решению Его превосходительства Министра народного просвещения для школ Варшавского учебного округа. Для I класса. 2-е изд. СПб., 1866.
- Краткая история Ветхого и Нового Завета. Варшава, 1866.
- Краткая история Ветхого и Нового Завета. 2-е изд. Варшава, 1867.
- Начальное обучение арифметике для начальных школ, сельских и городских. Варшава, 1866.
- Образцы польской каллиграфии. Варшава, 1866.

Вот пример текста кириллицей того времени:

Поврôтъ Таты, пp̌езъ А. Мицкевича

«Пôйдзьце, о дзятки, пôйдзьце вшистке разэмъ

За място, подъ слупъ на взгôрэкъ,

Тамъ пp̌едъ цудовнымъ клęкнийце образэмъ,

Побожне змôвце пацю̂рэкъ.

Тато не враца; ранки и вечоры

Вэ Лзахъ го чекамъ и трводзэ;

Розлялы p̌еки, пэлнэ звеp̌а боры,

И пэлно збôйцôвъ на дродзэ».

Слышąцъ то дзятки бегнą вшистке разэмъ

За място, подъ слупъ на взгôрэкъ,

Тамъ пp̌едъ цудовнымъ клęкая̨ образемъ,

И зачиная̨ пацю̂рэкъ.

Цалуя̨ земę, потэмъ: «Въ имę Ойца,

Сына и Духа свęтэго,

Бąдзь похвалёна пp̌енайсьвęтша Трôйца

Тэразъ и часу вшелькего»…
Оригинальный текст (пол.)
Powrót Taty, przez A. Mickiewicza

«Pójdźcie, o dziatki, pójdźcie wszystkie razem

Za miasto, pod słup na wzgórek,

Tam przed cudownym klęknijcie obrazem,

Pobożnie zmówcie paciórek.

Tato nie wraca; ranki i wieczory

We łzach go czekam i trwodze;

Rozlały rzeki, pełne zwierza bory,

I pełno zbójców na drodze».

Słysząc to dziatki biegą wszystkie razem,

Za miasto, pod słup na wzgórek,

Tam przed cudownym klękają obrazem

I zaczynają paciórek.

Całują ziemię, potem: «W imię Ojca,

Syna i Ducha świętego,

Bądź pochwalona, przenajświętsza Trójca,

Teraz i czasu wszelkiego»…

Особенности этой орфографии:
- Используется буква р̌ вместо польского rz;
- Традиционный дореформенный твёрдый знак (ъ) на конце большинства слов;
- Польское ó передаётся как о с циркумфлексом («крышечкой»), диакритическим знаком, нетипичным даже для современной кириллицы (встречался также в максимовичевке для украинского языка, предложенной в 1827);
- Польский «огонэк» ('хвостик' — ogonek) сохраняется и добавляется к буквам кириллицы;
- Для польских ś, ć и dź используются сь, ць и дзь, присутствующие в современном белорусском правописании;
- После шипящих пишутся не ы и э, а и и е, что является очевидным влиянием правописания русского языка.

Наибольшей проблемой, связанной с переводом польского языка на кириллическую письменность, являются звуки, отсутствующие в других славянских языках, носовые гласные ą и ę. В XIX веке реформаторы просто перенесли так называемый «огонэк» на кириллицу, создав 4 новых буквы: а̨, э̨, я̨ и е̨.
Польский кириллический алфавит 1860-х годов и соответствие его букв латинице:
| А а A a | Б б B b   | В в W w   | Г г G g   | Д д D d | Е е Ie ie | Ё ё Io io | Ж ж Ż ż       | З з Z z   | И и I i | I i     |
| К к K k | Л л L l   | М м M m   | Н н N n   | О о O o | О̂ о̂ Ó ó   | П п P p   | Р р R r       | Р̌ р̌ Rz rz | С с S s | Т т T t |
| У у U u | Ф ф F f   | Х х Ch ch | Х̾ х̾ H h   | Ц ц C c | Ч ч Cz cz | Ш ш Sz sz | Щ щ Szcz szcz | Ъ ъ -     | Ы ы Y y | Ь ь -   |
| Э э E e | Ю ю Iu iu | Ю̂ ю̂ Ió ió | Я я Ia ia | Й й J j | А̨ а̨ Ą ą   | Я̨ я̨ Ią ią | Э̨ э̨ Ę ę       | Е̨ е̨ Ię ię |         |         |

## В современной Беларуси
С начала 1990-х годов религиозные книги на польском языке, выпускаемые для католиков на западе Беларуси (в Гродненской епархии), публикуются в недавно разработанной польской кириллице, которая в значительной степени основана на русской форме этого алфавита.
Пример: Молитва Господня.
| На польской кириллице          | Ойчэ наш, ктурысь ест в небе, сьвенць се Име Твое, пшыйдзь Крулество Твое, боньдзь воля Твоя, яко в небе так и на земи. Хлеба нашэго повшэднего дай нам дзисяй. И одпусьць нам нашэ вины, яко и мы одпушчамы нашым виновайцом. И не вудзь нас на покушэне, але нас збав одэ злэго. Амэн.                   |
| На польском латинском алфавите | Ojcze nasz, któryś jest w niebie, święć się Imię Twoje, przyjdź Królestwo Twoje, bądź wola Twoja, jako w niebie tak i na ziemi. Chleba naszego powszedniego daj nam dzisiaj. I odpuść nam nasze winy, jako i my odpuszczamy naszym winowajcom. I nie wódź nas na pokuszenie, ale nas zbaw ode złego. Amen. |

## Изображения
Сравнительная таблица польских кириллицы и латиницы из книги 1865 года «Элемэнтар̌ъ для дзеци вейскихъ».